# Főnyed
Főnyed là một thị trấn thuộc hạt Somogy, Hungary. Thị trấn này có diện tích 5,73 km², dân số năm 2010 là 67 người, mật độ 12 người/km².